# Harahan
Harahan é uma cidade localizada no estado americano da Luisiana, na Paróquia de Jefferson.

## Geografia
De acordo com o United States Census Bureau, a cidade tem uma área de 6,4 km², onde 5,2 km² estão cobertos por terra e 1,2 km² por água.

### Localidades na vizinhança
O diagrama seguinte representa as localidades num raio de 8 km ao redor de Harahan.

## Demografia
Segundo o censo nacional de 2010, a sua população é de 9 277 habitantes e sua densidade populacional é de 1 782 hab/km². É a cidade mais densamente povoada da Luisiana. Possui 4 145 residências, que resulta em uma densidade de 796,22 residências/km².